# На'ві
На'ві (англ. Na’vi) — вигадана гуманоїдна раса, що населяє планету Пандора в художньому фільмі "Аватар" режисера Джеймса Кемерона (2009). Люди їх називають «місцеві», «дикуни», «тубільці», «аборигени». На'ві у фільмі розмовляють мовою на'ві.

## Опис
На'ві — людиноподібні істоти з котячими рисами обличчя. Зріст чоловіків близько трьох метрів. Жінки трохи нижчі. Середня тривалість життя близька до людської.
Шкіра гладка, переливчаста, блакитного кольору. Довгий хвіст допомагає виражати емоції. Череп невеликий пропорційний, широкі вилиці, великий котячого вигляду ніс. Вираження емоцій наві схожі на людські. Вуха рухливі. Різці та ікла подовжені, порівняно з людськими. На кінцівках по чотири пальці. На шкірі є біолюмінесцентні мітки, які служать для ідентифікації та вираження настрою. Попри колір шкіри, кров у на'ві червона.
Тіло на'ві струнке, але мускулатура чітко виражена і не справляє враженн виснаженості. Їхні мигдалеподібні, котячого вигляду очі — великі та надчутливі до різних діапазонів світла. Для збереження балансу між довгим торсом і ногами нави мають довгий хвіст, схожий на лемурячий. Вони можуть перетинати місцевість як поверхнею, так і перестрибуючи з гілки на гілку по деревах.
У всесвіті «Аватара» на'ві — єдиний серед відомих видів позаземного життя, що має людиноподібний розум. Хоча їхній суспільний лад, по суті, неолітичний, вони розвинули складну культуру, засновану на глибокому духовному зв'язку з природою, один з одним і з божеством, яке вони називають Ейва. Вони є чудовими майстрами, які відзначають взаємозв'язок із природою за допомогою усного епосу, пісень, танців та ремесел.
Пандора, рясна флорою і фауною, забезпечила стабільну популяцію народу на'ві; вважають, що для адаптування нових рис дарвінівський відбір тут був незначним. Справді, дослідження показали, що чисельність на'ві залишалася напрочуд сталою протягом епох. Широкий доступ до природних ресурсів також допоміг звести до мінімуму (але не виключити) війни між різними кланами на'ві.

## Місця проживання
Населення зосереджене в тропічних дощових лісах. Віддалені клани живуть на кожному континенті, а також у субполярних, болотистих та гористих регіонах. Деякі клани на'ві, такі як клан Оматікайя, живуть на величезних деревах, які вони називають «Дерево Дому».

## Анатомія та класифікація
У фільмі «Аватар» та інших офіційних матеріалах не дається чіткої відповіді на походження раси на'ві.
У на'ві всього одна пара очей, тоді як більшість тварин на Пандорі має по дві пари, і друга, менша, слугує для інфрачервоного зору. На'ві є єдиними хребетними з чотирма кінцівками. В інших хребетних, як правило, по три пари кінцівок. Ще одним примітним винятком є ікран (гірський баньші), унікальний серед летючих хребетних Пандори вид, що має тільки одну первинну пару крил. Вторинна пара крил ікрана є продовженням його задніх лап. Решта летючих тварини, зокрема, торук (великий леоноптерикс), мають по дві пари крил і потужні задні лапи. Вважають, що це приклад паралельної еволюції, в процесі якої ікран просто втратив пару крил.
Вважають, що на'ві розвинулися з двоногих істот, які мешкали на землі й на деревах. Їхні великі очі та синє забарвлення з тигровими смугами свідчиить, що, найпевніш, їхні предки були нічними мешканцями, оскільки синє забарвлення та смуги створюють чудове маскування навіть у біолюмінесцентній ночі Пандори.
Скелет на'ві, як і в більшості представників пандоріанської фауни, надзвичайно потужний. Їхні кістки сформувалися в процесі, схожому на той, що пройшли земні хребетні, але вкриті природною вуглецевою оболонкою. В результаті виходить скелетна система, яка на 20% легша за кістки ссавців, і при цьому міцніша втричі. Навіть зламана кістка зберігає свою початкову форму і може витримувати певну вагу, хоча, зрозуміло, не так ефективно, як здорова, і зі значним болем. Міцність кісток на'ві й низька гравітація Пандори приводить до того, що на'ві можуть переживати стрибки і падіння зі значно більшої висоти, ніж люди на Землі.
Найзагадковішою характеристикою, як і в більшості пандоріанських хребетних, є «нейронний інтерфейс» на'ві, званий також «нервовий зв'язок» або «коса». Це свого роду відросток близько 1 м довжиною, що росте з основи черепа та нагадує косу. У центрі цього придатка проходить те, що вважають другим спинним мозком, який виходить через другий отвір в основі черепа. Цей згусток нервових тканин з'єднується безпосередньо з тричастковим мозком, як і основний спинний мозок, і сполучається з організмом на'ві. З одного боку нервові закінчення на кінці відростка ні з чим не з'єднані. Ці нервові закінчення дозволяють на'ві прямо спілкуватися зі всепланетною нейронною мережею дерев, яку вони називають Ейва, з тваринами Пандори і між собою.
На'ві не використовують звичні ДНК для зберігання генетичної інформації, замість неї існує NV-транскриптаза, що створило певні проблеми для створення гібрида людини і на'ві[джерело?].

## Технологія та культура
На'ві використовують багато простих, але майстерно зроблених інструментів та видів зброї для полювання, приготування їжі, ремесел та рідкісних кланових воєн. Клан Оматікайя, наприклад, надає перевагу двометровим лукам як основному виду мисливської зброї. Ці луки вирізають із деревини Дерева Дому. Вони дуже міцні і, коли закінчуються стріли, можуть використовуватись як зброя ближнього бою. Деякі луки, створені спеціально для війни чи церемоній, посилено покриттям із ребер чи крилових кісток священних тварин. Для того щоб натягнути тятиву у такого бойового лука, потрібна неабияка сила навіть за стандартами на'ві. Типова оматікайська стріла має приблизно два метри завдовжки і вирізана з твердої сегментованої трави, яка нагадує бамбук.
Плоскі наконечники вирізають із вулканічного скла, що нагадує обсидіан, яке майстри навчилися гартувати для найбільшої міцності. Наконечники потім покривають нейротоксином, який видобувають із місцевого аналога скорпіонів. Ця отрута дуже сильна і смертельна для пандоріанської фауни так само, як і для земних ссавців. Оматікайя також носять із собою мисливський ніж із вигнутим лезом приблизно 25—30 сантиметрів у довжину, вирізаний із крилового кігтя ікрана. Ці ножі в полюванні використовують для того, щоб подарувати тварині швидку милосердну смерть. Також їх використовують для ближнього бою та для церемоній.
Крім «нервових зв'язків» на'ві мають свою розмовну мову. У мові на'ві 20 приголосних звуків, 7 голосних, 4 дифтонги і 2 «псевдоприголосних», рр і лл.

## Вплив
Образ персонажів із вигаданої планети Пандора надихнув мешканців Землі на конкретні дії із захисту екології планети. Створено «Спільноту земних на'ві», а також однойменний громадський екологічний рух.[значущість факту?]